# Populačně-národnostní politika v Číně
Populačně-národnostní politika (PNP) je výsledkem dvou, spolu se prolínajících politik. Nejde tedy o věcnou koncepci, ale o systém politických intervencí v oblasti populační a národnostní politiky, který má významný dopad na každodenní působení příslušníků etnických menšin. Při pozorování PNP je nutné rozlišovat mezi populací a etnikem. Jejich oficiální politické linie jsou definovány odděleně a jsou na sobě do značné míry nezávislé. Při jejich realizaci je však důležité propojení procesů i výsledků obou politik . Tento proces označujeme jako synergii, kdy jedna politika zvyšuje prosperitu té druhé. Tato synergie je například uplatňována v oblasti hanizace a sinizace. Většina studií zaměřených na etnickou problematiku v Číně se nezabývá součinností obou politik, i přesto, že je potřeba některé procesy posoudit z pohledu obou politik. Příliš úzké zaměření na jeden zdroj národnostní politiky proto může vést ke zkreslení problematiky .

## Populační politika
Demografická politika zahrnuje soubor opatření, která stát přijímá s cílem řídit změny v populaci, včetně sociální, ekonomické a politické stránky demografie. Jedná se o všechny kroky a aktivity státu nebo jeho institucí, které směřují k vytváření takových demografických vztahů, aby populace dosáhla dané struktury a velikosti populace. Stát může například podporovat velké rodiny nebo imigraci, aby zvýšil počet obyvatel, nebo naopak pomocí různých opatření omezovat hrubou míru porodnosti a tím snižovat nárůst populace . Kromě počtu obyvatel může demografická politika také významně ovlivňovat rozmístění obyvatel, například podporováním migrace nebo nuceným vysídlením. Součástí demografické politiky je i snaha vlády o zlepšení životních podmínek a tím pádem i zlepšení životní situace svého obyvatelstva. Cílem politiky je prostřednictvím přímých i nepřímých nástrojů ovlivnit rozhodování rodin co se týče počtu členů, věku pro vstup do manželství, vzdělání dětí, úspor a spotřebních výdajů. Tato rozhodnutí mají potenciál ovlivnit budoucí vyhlídky země, například podpořit ekonomický rozvoj, zvýšit životní úroveň společnosti i jednotlivce. I když někteří politici hovoří o populaci, v oficiálních vládních dokumentech se tento termín objevuje zřídka a spíše v souvislosti s migrační politikou. Zatímco v jiných zemích zahrnuje populace opatření, která zlepšují život lidí tím, že jim dávají větší kontrolu nad jejich reprodukcí, tak čínská vládní "politika jednoho a dvou dětí" používá nucená opatření .

### Historie vzniku populační politiky
Po pádu dynastie Qing se císařovna Cixi stále pyšní vládou nad nejlidnatější říší světa. A v lidnatosti Číny, jako Mao Zedong, spatřovala její sílu, což bylo osudným pro její moc. Mezi lety 1741 a 1841 se počet obyvatel Říše středu téměř ztrojnásobil, ale systém státních sýpek, jež redukoval následky neúrodných let, dostačoval jen na třetinovou populaci . Od nástupu komunistů k moci byl základním rysem čínské populace extrémní demografický růst. Každoroční absolutní přírůstek činil 12 milionů a vrcholil v letech 1985-1989. Populační růst od té doby nebyl stabilní a pouze „vzestupný. V průběhu Velkého skoku došlo ke změně růstu a propadu natality, což bylo vystřídáno tzv. populačním boomem, který představoval přirozený přírůstek 23 milionů obyvatel ročně, vůbec nejvyšší hodnotu dosaženou v dějinách světa. V průběhu Kulturní revoluce došlo ke zvýšení počtu obyvatel a Čína se přiblížila „magické“ hranici jedné miliardy obyvatel, jíž dosáhla už v roce 1981. Deng Xiaoping rychlý růst populace přehodnotil jako možnou příčinu vzniku potenciálních problémů a nebezpečí. Účinné řešení přinesla politika jednoho dítěte, která byla uplatňována od počátku 80. let 20. století. Snahou vlády bylo snížit relativní přírůstek a zamezit tak přelidnění Číny. Tvrdé uplatňování této politiky se uchytilo pouze u nejchudších vrstev obyvatelstva, jež se nemohly proti nařízení nijak bránit, protože pokuty za „nadlimitní“ počet dětí pro ně představovaly nepřekonatelnou překážku. Geograficky se politika jednoho dítěte uplatňovala převážně v nejzalidněnějších oblastech Číny (Shandong, Jiangsu, Anhui a Henan). Zde ale politika jednoho dítěte také nebyla striktně dodržována .

### Dělení populační politiky
Populační politika je rozdělena na několik typů, od kterých se následně odvíjí způsob uplatnění a druhy opatření, které jsou prosazovány. Jedná se o typy migrační a kvantitativní.
1. Migrační - (cílem je dosažení požadovaného územního rozmístění a sledování pohybu obyvatelstva) -> proimigrační/proemigrační
2. Kvantitativní - (sleduje vývoj počtu obyvatelstva) -> pronatalitní/protinatalitní

### Metody
V rámci populační politiky se k dosažení cílů vlády používá několik metod. Pak záleží, zda je cílem populační politiky snížení nebo naopak navýšení počtu obyvatel. Způsoby, kterými může vláda ovlivňovat rozhodování lidí, mohou být přímé a nepřímé. O přímém vlivu můžeme mluvit v souvislosti s vydáváním zákonů a prohlášení, například stanovením ideálního věku pro vstup do manželství. Silnější a déle trvající efekt mají však nepřímá vládní rozhodnutí. Vláda může různými nástroji dosáhnout změn sociálního i ekonomického prostředí. Mnoho signálů vyslaných vládou může mít tak vliv na rozhodování a uvažování ohledně výchovy a vzdělání svých dětí, práce matky, výši spoření nebo výdajů .

#### Metody čínské vlády na snížení počtu obyvatel
- Zavedení plánovaného rodičovství
- Propagace antikoncepce
- Legalizace potratů
- Lepší zdravotní péče pro ekonomicky neaktivní
- Důchodové pojištění
- Zvýšení statusu žen ve společnosti
- Ilegalizace dětské práce
- Poskytování služeb rodinných center
- Nucená sterilizace v případě dalších potomků
- Daně na každé další dítě
- Sociální nevýhody pro každé další dítě
- Finanční pokuty

### Nástroje populační politiky

#### Politika jednoho dítěte
Politika jednoho dítěte vešla v účinnost v roce 1980, která byla hlavním regulačním nástrojem PP. Zavedení přímo souviselo s politickými změnami po nástupu Deng Xiaopinga, protože se očekávalo překročení hranice jedné miliardy obyvatel. Strach z příliš rychle rostoucí populace usiloval o snížení porodnosti do takové míry, aby v roce 2000 počet obyvatel nepřesáhl hranici 1,2 miliardy. Také na počátku 80. let nastupovaly do reprodukčního věku silné ročníky z období 60.-70. let, tudíž maximální redukce následné „populační vlny“ byla urgentním řešením pro dosažení výše uvedených limitů. Bylo zavedeno motto mít první dítě v pozdějším věku, mít delší prodlevu mezi dětmi a mít jich méně. Hned od počátku byla uplatněna národnostní politika, díky níž etnické menšiny získaly „kvóty“ na děti. Tyto „kvóty na děti“ se liší mezi etnickými menšinami a oblastmi, kde žijí. Vláda musela zmírnit, jelikož přicházely protesty ze všech stran. Během let 1984-86 byly do politiky jednoho dítěte vloženy výjimky (pro rurální a zaostalé oblasti, řídce osídlené provincie či pro páry, kde oba pocházejí rodiče jsou jedináčci). Kromě restrikce počtu dětí přišla čínská politika s dalšími nástroji, jak růst populace zpomalit. Motto „později a déle“ přimělo obyvatelstvo plánovat rodinu. Snižování porodnosti a změna hodnot v rodině vytvořilo celistvý proces, který napomohl k regulaci populace a přinesl příznivé výsledky, přestože byl korigován státní propagandou a politikou. Bohužel s sebou přinesl i spoustu negativ, jež byla terčem kritiky. Například vyhlazování dívek, jelikož konfuciánství upřednostňovalo chlapce jako pokračovatele rodu před dívkami, které po svatbě sloužily rodičům manžela. Po zavedení této politiky totiž vzrostl nejen počet potratů, ale i odkládání a již zmíněné vyhlazování dívek, aby se rodina mohla znovu snažit o chlapce. Zákony pak tuto skutečnost zredukovaly a dívky byly státem zvýhodněny. Potrat dívky a ultrazvuk pro určení pohlaví byl zakázán. Postupem času docházelo k dalším výjimkám, které nakonec vedly v roce 2015 ke zrušení této politiky .

#### Přesidlování
Dalším článkem PP je politika přesidlování, jejíž součástí je hanizace, tzv. přesidlování Hanů do menšinových oblastí. Tento proces je označován jako rozvojový, protože příchozí Hanové do oblastí těžby mají oproti místním lepší vzdělání a dostávají se na kvalifikovanější pozice. Bohužel místní považují příchozí Hany jako státem podporované a lépe placené, což nepřináší slíbený rozvoj, ale sociálně-etnickou kategorizaci. Hanizace se ale uplatňuje i v hanských oblastech, aby se zredukovalo obyvatelstvo v extrémně obydlených oblastech, které se usazuje v řidčeji osídlených oblastí na západě. Toto ulehčuje nejen přelidněným oblastem získat více prostoru, ale také snižuje ekologickou zátěž. Zároveň část této státem podporované migrace míří na venkov s cílem snížit negativní dopady migrace mladých do měst za lepší prací či vzděláním. V Henanu a Jiangsu to řeší i otázku nedostatku vodních zdrojů .

#### Genderová nerovnost
Při sčítání obyvatel v roce 1953 zjistilo, že je značný nepoměr mezi oběma pohlavími, což tvoří v ČLR genderově nevyváženou situaci, přestože japonská invaze způsobila vyhubení spousty mužů. S prvním krokem proti této situaci přišel už Mao Zedong, kdy se snažil o zrovnoprávnění žen. Bohužel se tato situace zhoršila v rámci politiky plánovaného rodičovství, která vedla k ještě větší snaze mít syny, protože dcery jsou v dospělosti pro rodinu neprospěšné. Zvyšující genderová nerovnost je proto spojena s vývojem politiky jednoho dítěte. Přináší to i značné výhody pro dívky ve formě státních příspěvků, větší toleranci ve školství, ale i při získání pracovní pozice ve státní správě. Matky s prvním dítětem ženského pohlaví mohou mít nejen druhé dítě, ale získávají i jednorázové porodné. Naopak mohou přicházet postihy za jakékoliv prevence proti porodu dívky, proto je zakázáno určovat pohlaví prvního dítěte. Interrupce je dovolena pouze v případě, že by byl matčin život ohrožen .

#### Vzdělání
Vláda si dala za cíl pomocí vzdělání odstranit fenomén o méněcennosti dívek a snahu o jejich zrovnoprávnění. Věří, že se tímto způsobem lépe začlení do vědeckého nebo administrativního výběru . Pro tento účel je jen na úrovni vysokých škol od čínského školství uvolněno ročně okolo 500 milionů yuanů .

#### Sociální nejistoty
Již zmíněné nástroje populační politiky vedou k rychlé modernizaci sociální reprodukce a individuálního, manželského a rodinného způsobu života. Nuklearizace rodiny je hlavním procesem ohrožujícím sociální soudržnost čínské společnosti. Dříve to byly velké klany, které tvořily pro jednotlivce jakési sociální zázemí. Rodinná morálka zajišťovala, že mladší generace pečovaly o ty starší. S modernizací společnosti, posunem k nukleární rodině a následným založením rodiny mimo místo bydliště rodičů se tyto tradiční prvky vytrácejí. V důsledku politiky jednoho dítěte roste poproduktivní populace ve věku nad 65 let, pro kterou nebyl dosud vytvořen funkční systém důchodového zabezpečení, což se stává jednou z hlavních priorit státu. Stát se zatím snaží proces individualizace společnosti oddálit a přenášet odpovědnost na stát prostřednictvím nevymahatelných a nefunkčních legislativních nástrojů, kdy je potomkům nařízeno pečovat o své rodiče .

### Vývoj populační politiky

#### Maovapolitika
Příčiny, jež přispěly k populační politice, se začaly formovat už v období morové epidemie. Země si prošla několika hladomory, obdobími sucha či záplav, a nakonec rychlým růstem populace. Po založení ČLR vláda zahájila hospodářskou i sociální obnovu, podporovala velké rodiny, které přispívaly k růstu ekonomiky, jelikož populaci brala jako pracovní sílu. Mao Cetung tvrdil, že ze všeho na světě, jsou lidé to nejcennější. Zakázal antikoncepci i potraty a odmítal kontrolu obyvatelstva, protože po válce oslavoval přírůstek obyvatelstva jako znak obnovy země. Populace se rapidně zvyšovala a vicepremiér Deng Xiaoping navrhoval kontrolu porodnosti, které se nevěnovala žádná pozornost . Až v roce 1955 začal být podporován prodej antikoncepce párům v reproduktivním věku. To ovšem v roce 1958 s Velkým skokem vpřed zanikalo a lidé byli znovu považování za producenty zvyšující potenciál země. Neúspěch této kampaně znovu nastínil význam kontroly porodnosti, a MaoCetung se rozhodl porodnost kontrolovat. Začala se plánovat politika „Později, déle a méně“. Koncem 70. let měly čínské ženy v průměru 6 dětí, takže cílem kampaně byla propagace pozdějšího věku pro vstup do manželství i zakládání rodiny, delší dobu mezi dětmi a méně dětí. Do roku 1979 pak klesla míra porodnosti na 2.7. Čína se účastnila Světových populačních konferencí OSN, na kterých zdůraznila potřebu formulování populační politiky, stanovení jejich cílů a provádění sčítání lidu, tedy kontrolu porodnosti. Deng Xiaoping v roce 1967 vnímal růst populace jako rizikový faktor, protože velká populace by mohla omezit životní standardu a úroveň vzdělání, stejně jako akumulaci kapitálu .

#### Dengova politika
V roce 1979 byla přijata politika jednoho dítěte, aby se předešlo obávanému „baby boomu“, který by mohl nastat díky přecházející generaci 50. let do reprodukce. Zlepšující se zdravotní péče, klesající úmrtnosti a Maova politika plánování rodiny též byla nepřispívajícím faktorem, který by mohl zvýšit populaci nad limitní hranici. Tato politika měla omezit počet dětí na jedno, čímž by došlo až ke čtyřnásobnému zvýšení HDP na osobu do roku 2000. Vláda se obávala i nedostatku potravin a pracovních pozic, proto přistoupila na striktní politiku limitů porodnosti, která měla zamezit další redukci kapitálu, zlepšit životní standard, zvětšit zemědělské půdy a snížit znečišťování životního prostředí . Ze začátku nebyla politika tak striktní, takže bylo doporučeno mít jedno dítě, povinnost byla ustanovena až v roce 1982 s výjimkami venkova. Pro každou provincii byl stanoven povolený počet dětí, který byl kontrolován místními úředníky, jež zároveň rozhodovali o tom, který pár bude mít v daném roce dítě. Na děti musel pár získat oficiální povolenku od úřadu, porušení se trestalo nebo docházelo k umělým potratům. Nebyl pokutován pouze druhý porod, ale i svatba v mladším věku. Lidé byli nuceni zaplatit finanční pokutu, která se počítala z ročního příjmu domácnosti. Pokud ale pár plnil podmínky státu, vstupovali do manželství v pozdějším věku, děti měli až tři roky po svatbě, obdrželi například půlroční mateřskou dovolenou nebo roční příspěvky v hodnotě 365 dolarů na děti do 14 let. Po protestech v roce 1984 byla politika rozvolněna pro rurální oblasti, páry, které vyrůstaly jako jedináčci nebo pokud prvním dítětem byla dcera. V roce 1986 bylo vládním cílem snížit míru porodnosti do roku 1990 na 1,5 (v roce 1992 se tato míra pohybovala okolo 1,57). V prvních letech 21. století docházelo k obávám z rychlého stárnutí populace a dvoudětné rodiny se opět začínaly podporovat. V roce 2013 se výjimka pro rodiče, jež jsou jedináčci, zavedla po celé Číně. To mělo podle odhadů přinést vlnu nových žádostí o druhé dítě. 29. října 2015 byla oficiálně zrušena politika jednoho dítěte a nově měl každý pár možnost dvou dětí .

### Dopady populační politiky

#### Nízká míra porodnosti
Ekonomický boom v Číně vyvedl miliony obyvatel země z chudoby a umožnil jim kvalitnější a delší život. Již před zavedením samotné politiky jednoho dítěte vývoj míry porodnosti dětí na jednu ženu prudce poklesl v období 1967–1980. I když už rok před zavedením politiky jednoho dítěte byla míra porodnosti pouhých 2,7, vláda se i přesto rozhodla politiku zavést, jelikož se obávala důsledku populačního boomu předchozích generací. Pokud by totiž tyto generace měly v 2–3 děti, celkový počet populace by vzrostl rapidněji než v případě jednoho dítěte na rodinu. Hodnota míry porodnosti klesla z původních 6,1 v 70. letech na 2,7 dítěte na jednu rodičku (nyní 1,16). Z toho vyplývá, že vysoká míra porodnosti v 70. letech způsobila vysoký index závislosti mladých lidí, který byl 10krát větší než index závislosti starých. Tyto dva indexy se sčítají, čím nižší hodnota, tím lepší ekonomický růst. Z toho Čína posledních 30 let profitovala, jelikož se pyšnila vysokým poměrem pracujících, kteří odvádí státu daně. Index ale klesal více než 40 let, takže pro další dekády je očekáván postupný pokles. Dnes je Čína ve fázi, kdy tento ukazatel mění svůj směr. V posledních letech se zvýšila průměrná doba dožití a snížil počet ekonomicky aktivních, takže by se měl index závislosti z dnešních 43,1 zvýšit na 61,3 do roku 2040, což způsobí rostoucí poměr starých vůči ekonomicky aktivním. Čínská politika uměle snížila index závislosti, čímž způsobila zmenšující se pracovní sílu. Tento trend odpovídá pomalejšímu hospodářskému růstu. Přispěl sice ke snížení nezaměstnanosti, ale zároveň zvýšil výrobní náklady a oslabil konkurenceschopnost výroby a vývozu, které se Čína těšila posledních 30 let. Nedostatek pracovních sil také zvyšuje průměrné mzdy a disponibilní příjmy domácností.

#### Stárnutí populace
S klesající mírou porodnosti se průměrný věk obyvatelstva zvyšuje a čínská populace stárne. Příčinou stárnutí populace není jen nízká porodnost v důsledku populační politiky, ale také zvyšující se podíl osob narozených během populačního boomu, které se nyní stávají ekonomicky neaktivními. I hospodářský růst Číny přispěl ke zlepšení kvality života, snížení počtu chudých a prodloužení průměrné délky života. Rychlé stárnutí populace má negativní důsledky zejména pro důchodový systém země. Současný důchodový systém se potýká nejen s problémy souvisejícími se stárnutím obyvatelstva, ale i s nízkými sazbami pojistného, nízkou mírou krytí a nízkou návratností investic. Pracovníci, kteří migrují do městských oblastí, nejsou ochotni vynakládat další prostředky na důchody kvůli svým obecně nízkým mzdám. Navíc musí přispívat nejméně 15 let, aby mohli pobírat důchod, což v jejich situaci není snadné, protože se stěhují z města do města a často mění zaměstnavatele. Problematický je také systém hukou: osoby registrované ve vesnickém hukou nemají nárok na sociální zabezpečení ve městě, kde pracují. To některé lidi odrazuje od toho, aby se natrvalo přestěhovali do měst, kde jsou lepší pracovní příležitosti . Důchody a sociální zabezpečení totiž úzce souvisí s typem hukou, který mají, a s jejich postavením ve městě, kam se stěhují. Migrující pracovníci musí projít složitým procesem, ať už se zapojí do důchodového systému v oblasti, kde žijí, nebo se snaží získat přístup do systému ve městě. V důsledku toho jsou podmínky pro migrující pracovníky nedostatečné a v současné době probíhají institucionální reformy. Tyto změny budou vytvářet tlak nejen na veřejný důchodový systém, ale také na podporu rodin. Jedná se o tzv. fenomén 4-2-1, kdy se jedinec z rodiny s jedním dítětem může během svého pracovního života starat o dva své rodiče a čtyři prarodiče. Zabezpečení rodiny je tradičně nejdůležitějším pilířem systému země. Aby stát měl prostředky na pokrytí nákladů důchodového systému, je třeba postupně zvyšovat věk odchodu do důchodu. Kromě toho dochází k fragmentaci a decentralizaci řízení systému, zejména v důsledku dopadů imigrace. Někteří pracovníci například platí příspěvky v jedné provincii, ale následně pobírají důchod v jiné. Vzhledem k tomu, že jsou příspěvky spravovány na úrovni místních samospráv, mohou mít oblasti s přílivem pracovních sil v důchodovém systému přebytek, zatímco oblasti s nedostatečnými příspěvky často deficit .

#### Problémy s genderovou nerovnováhou
Jedním z dalších důsledků politiky jednoho dítěte je zesílení preference mužských potomků a tím i špatné zacházení se ženami očekávajícími narození dcery, v dalším případě pak zabíjení novorozenců či podstupování potratů v závislosti na zjištěném pohlaví. Také se zvýšil počet opuštěných narozených holčiček . Tímto způsobem by se společnost mohla ocitnout v situaci, kdy čím dál více mužů bude mít problém najít si ženu kvůli rostoucí genderové disproporci. Vláda v roce 1982 vyzvala všechny provincie, aby chránily nově narozené holčičky a jejich matky před špatným zacházením. Velké genderové krizi v Číně, kde je údajně postrádáno až 35 milionů žen, je přičítána právě PP. Jsou zde miliony mužů, kterým není předurčeno mít svou vlastní rodinu. Tyto muži jsou označování jako „holé větve“ právě proto, že jejich větev v rodinném rodokmenu končí. Přestože politika jednoho dítěte přispívá k nepřirozenému rozložení pohlaví v čínské populaci, preference mít chlapce je v Číně tradicí. Rodiče jsou závislí na rodině svého syna a dcera je provdána do cizí rodiny, čímž přebírá zodpovědnost za rodiče svého partnera než za své vlastní. Dokonce rodiny se syny spoří peníze, aby byl jejich syn více atraktivní pro potenciální nevěstu. Míra úspor se liší podle poměru žen a mužů v daném regionu. Tímto se zvedá i vlna kriminality, která má během posledních 25 let stoupající charakter. Ženy se unáší, dochází k nelegálnímu obchodování nebo dokonce i k prostituci. Je pravděpodobné, že růst kriminality přišel s rostoucím počtem nezadaných mužů. Bohužel dochází i k velkému rozvoji ženských sebevražd, které jsou způsobeny právě diskriminací žen a násilím, které je k nim v důsledku nadbytku mužů vyvíjeno.

#### Lidská práva
Přestože je Čína často označována za zemi, která porušuje lidská práva, není to jen dopad populační politiky. Ačkoliv jsou v každé kultuře zavedeny univerzální lidská práva, Čína je v rozporu i se základními právy, které definuje Charta OSN. Nejen že má jedinec právo na život, svobodu a důstojnost, ale také by mu nemělo být zasahováno do soukromého života, čímž Čína tyto práva porušuje svým diktováním postupů, jak má tradiční rodina vypadat a kolik členů má mít. Vláda svými opatřeními nepřímo nutí obyvatelstvo k potratům nebo dokonce k usmrcování holčiček. Přestože by měla být za porušení práv potrestána vláda, jsou páry, jež nesouhlasí s tímto nařízením, posílány do vězení, pracovních táborů a přichází o své zaměstnání. V současné době už je politika jednoho dítěte zrušená, ale porušování lidských práv nadále pokračuje. Čína ale považuje toto tvrzení za nepravdivé, jelikož jejich koncept lidských práv je založen na blahobytu komunity, tedy celé Číny a ne jedince. Toto je pro západní civilizace těžko představitelné .

#### Fenomén malých císařů
Tento fenomén označuje děti, které vyrostly bez sourozenců. Jsou považovány za rozmazlené, jelikož jsou vždy středem pozornosti celé rodiny. Bohužel to přináší negativní dopady na tyto děti, které nikdy nezažily sourozeneckou rivalitu, nemusely se s nikým o nic dělit a jejich zkušenosti do vlastního života jsou prakticky nulové. Rodiče za ně dělají všechno, jen aby se měly lépe než oni sami, proto většinou neumí vařit, uklízet a ani zacházet s penězi. Také se od nich ale očekává, že budou excelovat jak ve vzdělání, tak ve svém profesním rozvoji. Je na ně tedy vyvíjen obrovský tlak a jejich život je utlačován tvrdým režimem. Od rána do večera tráví ve škole, což je doplněno spoustou uměleckých a sportovních aktivit. Už od útlého věku jsou přesyceni vědomostmi, ale v konání základních úkonů zaostávají, protože i banality, jako zavazovaní tkaniček, za ně dělají rodiče . V důsledku PP vyrůstají z mladé generace nesoběstační, sebestřední a introvertní jedinci. Není zatím jasné, jaký efekt politika jednoho dítěte na novou generaci má .

#### Pozitivní dopady
Jedním z pozitivních dopadů PP je záchrana země před demografickou katastrofou, která by byla nevyhnutelná. Vládě se podařilo snížit populační růst na 0,5 % a zabránit narození až 400 milionů dětí. Dohází tedy k úsudku, že nízká porodnost vede ekonomickému růstu. Zlepšuje se vzdělání dětí, rodiče mohou nabízet pracovní sílu a usnadňuje se i vnitřní migraci .

## Národnostní politika
Historie čínského národa se začala tvořit v Severočínské nížině a oblastech Dlouhé řeky. K prvnímu sjednocení došlo už v letech 221 př. n. l. za dynastie Qin, které pokračovalo až do vlády dynastie Han 220 n. l. Zavedlo se administrativní členění Číny na okresy a provincie, stanovil se úřední jazyk i měna, čímž byla říše unifikována. Politickou, vojenskou i ekonomickou stránku zastřešovala centrální panovnická moc. Politický systém představoval koncept sjednoceného, ale mnohonárodnostního státu. Ostatní národnostní menšiny si mohly ponechat své náboženství, kulturní tradice i právo na svobodu. Po vzniku republiky 1911 se ale postavení k etnickým menšinám změnilo. Sunjatsen navrhl teorii Pěti národů, tedy Hanů, Mandžuů, Mongolů, Tibeťanů a Muslimů. Postupně se vláda snažila o centralizaci své moci, unifikaci národa a používání jednoho jazyka pro podporu jejich moci. Do Hanského národa spadala všechna etnika sinické jazykové rodiny, což mělo posílit sílu a vytvořit moderní vzor národa. Uznání etnických minorit bylo důležité pro sjednocení národa proti vnějšímu nebezpečí a zajištění podpory od příhraničního obyvatelstva, aby nedocházelo k separatismu. O status národnosti žádalo přes 400 menšin, takže vláda byla nucena vyslat do těchto oblastní týmy vědců, aby identifikovaly a posoudily tyto menšiny. Do roku 1964 bylo Státní radou pro etnické záležitosti uznáno 53 etnik a Hanové, k nímž se do roku 1979 přidala další dvě etnika. Etnika, jímž nebyl udělen status minzu jako třeba čínským Židům, jsou označována jako „neidentifikovaní“ .

### Vztah komunistické strany k etnickým menšinám
Před založením Čínské lidové republiky Komunistická strana v období Dlouhého pochodu slibovala etnickým národům autonomii, pokud je podpoří a pomohou jim zajistit okolnosti k založení nové republiky, aniž by měla v plánu tuto podmínku splnit. Po úspěšném založení ČLR byla Komunistická strana nucena alespoň částečně splnit své sliby, aby si udržela stabilitu strany. Jejich uskutečnění se však značně od slibů lišilo a strana se zaměřila na centralizaci vlády, jejíž prioritou byla unifikace národa. Hanové byli prohlášeni za hybnou sílu čínské revoluce a vyspělý národ, zato menšiny byly zobrazovány jako chudé a zaostalé .

### Autonomní správa etnických menšin
Samosprávné orgány menšinových oblastí musí respektovat jednotu země a uchovávat jednotu všech národností. Podle čínské ústavy si jsou všechny národnosti rovny, úkolem státu je chránit práva a zájmy menšin a diskriminace jakékoliv národnosti jsou zakázány, dále má rozvíjet ekonomiku i kulturu v oblastech osídlených etnickými menšinami. Regionální autonomie může být ustanovena v oblastech, kde žijí menšiny ve společenstvích. Jsou zde pak zřízeny samosprávné orgány a příslušníci dané národnosti mají svobodu vlastního jazyka, zvyků i tradic. Každá autonomní oblast je neoddělitelnou součástí Čínské lidové republiky. Demokratický centralismus slouží k vzájemnému fungování všech státních orgánů. Lokální lidová vláda je pověřena řízením ekonomiky, kultury, vědy, vzdělávání, zdravotnictví, bezpečnosti a rodinným plánováním v území, které spravují. Tato vláda je nucena podávat zprávy o své činnosti administrativním orgánům Státní rady, které jsou podřízené. Zároveň jsou rozděleny do tří úrovní – autonomní perfektury, prefektury a nejnižší distrikty, jejichž zastoupení musí odpovídat národnostnímu složení daného území. Lidová shromáždění pak mohou přijímat vlastní opatření týkající se politiky nebo ekonomiky v daném menšinovém území, i když všechna nařízení musí projít státním orgánem spadajícím pod centrální vládu. Tedy v autonomních oblastech se o rozhodnutí stará Výkonný výbor Národního lidového shromáždění, v prefekturách Výkonné výbory příslušných provincií a AO. Samosprávné orgány také rozhodují o místním ekonomickém rozvoji na základě plánů přijatých státem a mají pravomoc rozhodovat o svých financích. Dále mají řídit školství, vědu, zdravotnictví a kulturu tak, aby uchovaly kulturní dědictví a dále ho rozvíjely. Místní jazyk by měl být podle ústavy používán podle vlastních potřeb. Na území národnostních menšin mohou vznikat místní bezpečnostní jednotky, aby byl zajištěn veřejný pořádek. Volby do lokálních správních orgánů probíhají tak, že poslanci lidových shromáždění volí poslance na úrovni vyšší. Do nejnižších orgánů jsou volby přímé. Menšinové národnosti mají na celonárodní úrovni zastoupení 14 % z poslanců v Národním lidovém shromáždění a ve Výkonném výboru Národního lidového shromáždění mají 15 křesel. Ale jejich vliv je zanedbatelný a politické zastoupení má pouze symbolickou hodnotu „etnického kapitálu“ . Komunistická strana Číny má veškerou moc a všechna významná politická rozhodnutí vychází z politbyra Centrálního výboru komunistické strany, ve kterém nikdy etnické menšiny neměly žádného člena .

### Práva etnických menšin
Čína se považuje se demokratickou zemi díky mnohonárodnostnímu charakteru a multietnické struktuře. Realita je však jiná, lidská a občanská práva národnostních menšin bývají potlačována a jsou pod záštitou centrální vlády. Menšiny jsou často vystavovány politické, ekonomické, kulturní, rasové a náboženské diskriminaci. Vztah mezi obyvateli příhraničních států a centrální Čínou vykazuje prvky kolonizace a podřazenosti. Jelikož se nemohou menšiny podílet na rozhodování, je často vyvolána vlna nespokojenost a napětí. To pak způsobuje, že většina politických vězňů je právě z etnických menšin, která brání svá politická a občanská práva. I přes rozvojové strategie Číny, je přes 260 distriktů obývaných menšinami pod hranicí chudoby a bez základního vzdělání . Negramotnost mezi ženami z menšin sahá až k 70 % a pouze 5,75 % jedinců z menšin má středoškolské vzdělání, jelikož je školné extrémně drahé, tak děti chodí jen na první stupeň (zdarma). Rozpočty nejen na školství, ale i zdravotnictví v menšinách pokrývají 2 % z HDP, lékařskou péči má zajištěno pouhých 5 % vesnic. Návštěva nemocnic je obvykle obtížná, ošetření je příliš drahé, a to si chudí nemohou dovolit. Menšiny jsou také ohroženy mandarínštinou, která vytlačuje lokální jazyky s cílem sjednotit Čínu. Návrh dvojjazyčné výuky přišel v platnost pouze na prvním stupni, takže menšiny mají omezenou možnost studovat lokální jazyky, jejich kulturu a náboženství. Přestože životní úroveň v Číně roste, dochází k značným rozdílům mezi menšinami a centrální Čínou, protože jsou do statistik započítávány vlny Hanů, jejíchž mzda je mnohonásobně vyšší. S tím přichází i nezaměstnanost. Tyto oblasti jsou dosídlovány, aby se sjednotilo a asimilovalo lokální obyvatelstvo. Hanové tvoří zatím většinu jen v Mongolsku, zatímco Tibet neosídlují díky vysokým horským oblastem .

### Politika vůči etnickým menšinám
Vzhledem k tomu, že bylo zavedeno mnoho výhod pro etnické menšiny jako daňové úlevy, vyjmutí z politiky jednoho dítěte a ve vzdělání, počet příslušníků menšin se zvětšil. Tato nová politika je pravým opakem politiky 70. let, kdy byly menšiny diskriminovány za jejich kulturu. Cílem vlády je zajistit spokojenost, zlepšit životní úroveň a podporovat hospodářský růst, aby se předešlo separatistickým tendencím. Za menší kontrolu menšin může také postavení dnešní Číny, která se již necítí mezinárodně ohrožena. Pro okolní svět je Čína zobrazována jako spokojený multinárodní stát, jehož národnosti si jsou rovné. Bohužel v praxi jsou pravomoce menšin minimální, stejně jako přislíbená pomoc od Komunistické strany během Dlouhého pochodu . Strana monitoruje kulturní i náboženské aktivity a perzekvuje vše, co by mohlo být nebezpečné pro ztrátu moci a narušení jednoty Číny. Přestože ústava zaručuje svobodu vyznání, vlastní rozhodnutí víry a ochranu jakéhokoliv náboženství, je nařízeno upřednostnit socialismus před svým náboženstvím. V menšinových oblastech se pořádaly kampaně proti ilegálním náboženským aktivitám, které na rozdíl od legálních nejsou kontrolovány státem a jsou neoficiální. V médiích Čína menšiny zobrazuje jako primitivní, ale za to hudebně nadané a šťastné, což má menšiny podpořit k následování Hanského ideálu . Tento pojem hanství jako symbol modernity se objevil už při vzniku republiky. Nyní je podporován nacionalismus, který má sjednotit čínskou populaci a zlepšit rozkvět ekonomiky .

### Obavy z nepokojů v menšinách
Čínská vláda se snaží spojit všechny národnosti, udržet jednotu státu a tím přinést do země ekonomický pokrok. Vláda se obává separatismu v hraničních regionech a vlivu postsovětských států od dob rozpadu Sovětského svazu. Jelikož je ekonomický rozvoj v Číně nerovnoměrný, dochází k migraci ze západních provincií do měst za lepší prací. Proto vláda přišla s návrhem na rozvoj a dosídlení západu, který zahrnuje plány na budování přehrad, železnic i dálnic, zlepšení sociálního systému a vzdělání, ale i přizpůsobení daňového systému daným oblastem. Menšiny tento plán považují za státem kontrolovaný přechod k hanské ekonomice, kontrolu nad jejich územími a migrací Hanů do jejich domoviny. Cílem je snížit etnickou homogenitu v dané oblasti a předcházet tak separatismu. I když vláda investuje do průmyslu v těchto oblastech, zisky ani užitek z toho menšiny nemají prakticky žádný .

#### Separatismus
Už v 90. letech došlo k protivládním nepokojům v čínských oblastech se státy v pohraničí, které byly umlčeny i přes zákony dané ústavou o svobodě projevu. Hlavní protesty se týkaly nemožnosti politického rozhodování, příjmové nevyrovnanosti, politické a kulturní diskriminaci a zneužívání přírodních zdrojů. Vláda vnímala tyto protesty jako hrozbu k separatismu, proto zpřísnila politiku a zvýšila kontrolu nad menšinovými oblastmi. Jakýkoliv projev nesouhlasu byl včas utlumen, zatímco poslušnost byla odměněna různými ekonomickými výhodami. Lokální vlády nemají žádné skutečné pravomoci, tento systém menšiny řídí, utlačuje a neustále kontroluje. Menšiny pouze požadují skutečnou autonomii nad svými územími a kritizují ekonomickou a sociální situaci .

## Procesy PNP (populačně-národnostní politiky)

### Hanizace
Hanizace označuje proces přesidlování Hanů do menšinových oblastí, ke kterému dochází z několika důvodů. Prvním typem je ekonomicky motivovaná hanizace, státem podporovaná. Dochází k migraci za prací, jedná se hlavně o gastarbeitery, kteří celý rok tráví v závodech a vrací se jen na Čínský nový rok. Státem podporovaná záměrná hanizace je i trvalá migrace jedinců z přelidněných oblastí, aby se dosídlil západ a přelidněným oblastem se ulevilo. Politika jednoho dítěte má na hanizaci také značný vliv, protože pozitivní diskriminace uvolňuje právě menšiny z politiky jednoho dítěte, kdy menšiny mají právo na více než jedno dítě bez ohledu na místo pobytu. Dochází tak ke státem kontrolované hanizaci, která i Hanům dovoluje mít v těchto oblastech více než jedno dítě.  Stát nepřímo motivuje i ty rodiny, které zákon porušily, aby kolonizovaly západní oblasti s cílem se vyhnout finančním postihům. Dochází k vytváření menšin Hanů na původním území menšin, což stát označuje za rozvojový proces, byť to vyvolává etnickou stratifikaci .

### Sinizace
Sinizace se vyznačuje počínštěním na jazykové a kulturní úrovni. Cílem je protlačení standardní čínštiny do každodenní komunikace .